# Myospila lenticeps
Myospila lenticeps är en tvåvingeart som först beskrevs av Thomson 1869.  Myospila lenticeps ingår i släktet Myospila och familjen husflugor. Inga underarter finns listade i Catalogue of Life.